# Slovenská republika (1939–1945)
Slovenská republika, v roce 1939 Slovenský stát, známá též jako první Slovenská republika, byl samostatný stát, který se na území dnešního Slovenska rozkládal v letech 1939 až 1945. Jeho sousedy byly nacistické Německo (hranice s Rakouskem, tehdy tzv. Ostmark, hranice s Protektorátem Čechy a Morava a později též s Generálním gouvernementem), Maďarské království a krátkodobě v roce 1939 i druhá Polská republika. Slovenská republika byla okleštěna o jižní a východní oblasti obsazené horthyovským Maďarským královstvím. Naopak na podzim 1939 byly ke Slovensku opětovně připojeny dnes polské části Oravy a Spiše.
Slovenská republika vznikla v důsledku německé agrese vůči Československu a přes svou formální samostatnost patřila po celou dobu své existence mezi satelity podléhající Třetí říši. Samostatnost na Druhé republice vyhlásil slovenský sněm 14. března 1939. Jako spojenec nacistického Německa se Slovenská republika zúčastnila druhé světové války na straně Osy. Ve zdejším totalitním politickém systému hrála vůdčí roli Hlinkova slovenská ľudová strana, která ovládala slovenskou společnost i díky svým monopolním organizacím, kterými byla Hlinkova garda či Hlinkova mládež. Ľudácký režim se během války zkompromitoval perzekucí židovského obyvatelstva, která vyvrcholila zapojením se Slovenské republiky do tzv. konečného řešení židovské otázky prostřednictvím vyvezení většiny slovenských Židů do nacistických koncentračních a vyhlazovacích táborů.
V souvislosti s vojenskou porážkou nacistického Německa bylo rozhodnuto i o zániku Slovenské republiky. Ta fakticky zanikla poté, co bylo 3. května 1945 celé její území dobyto vojsky Sovětského svazu a jejich spojenců. Slovenská vláda, která uprchla do rakouského exilu, pak definitivně kapitulovala 8. května. Podle teorie právní kontinuity Československé republiky, prosazované Edvardem Benešem, Slovenský stát neexistoval a po skončení druhé světové války Československá republika obnovila svrchovanost na území Slovenska.

## Vznik

Evropa na vrcholu německé nadvlády (1942)
Německo (+ Protektorát Čechy a Morava a Generální gouvernement)
Civilně řízená okupovaná území (Říšské komisariáty) + loutkové vlády (Slovenský stát, Vichistická Francie)
Vojensky řízená okupovaná území

Slovenská společnost, podobně jako ta česká, prožívala po zveřejnění Mnichovské dohody hlubokou vlnu rozčarování, čehož využili představitelé Hlinkovy slovenské ľudové strany, jejichž cílem bylo již během období první republiky dosažení slovenské autonomie. Návrh HSĽS na autonomii nejprve akceptovaly zbývající slovenské politické strany a poté jej přijala i pražská vláda. 7. října 1938 došlo k ustanovení zemské autonomní vlády, do jejíhož čela byl jmenován lídr HSĽS Jozef Tiso a Slovensko tak získalo autonomii. Hlinkova slovenská ľudová strana dále využila pomnichovské atmosféry a pod dojmem sjednocování slovenského národa zavedla na Slovensku autoritativní režim porušující občanská a demokratická práva. V prosinci 1938 se s HSĽS sloučila většina tehdejších slovenských stran. Ve zmanipulovaných volbách do Snemu získala HSĽS, která zastávala silně protičeské a protižidovské postoje, okolo 98 % všech hlasů.
Při vzniku samostatného slovenského státu sehrály klíčovou roli plány Adolfa Hitlera. Po obsazení Sudet totiž Hitler počítal s definitivním rozbitím zbývajícího Česko-Slovenska. Západní mocnosti, které se zavázaly garantovat bezpečnost a územní celistvost pomnichovského Československa, mohly být Hitlerovým plánovaným obsazením zbývajícího území Čech a Moravy vyprovokovány k vyhlášení války. Hitler proto plánoval rozložit ochromené Česko-Slovensko zevnitř, k čemuž se rozhodl využít právě Slováků. Radikální křídlo HSĽS se ostatně svými ambicemi na vytvoření samostatného Slovenska pod Hitlerovým vlivem nijak netajilo a Ferdinand Ďurčanský, Alexander Mach nebo Vojtech Tuka se sami k myšlence vyhlášení slovenské samostatnosti iniciativně hlásili. Hlavní vůdcové ľudáků, Jozef Tiso a Karol Sidor, však váhali takto radikální krok učinit.
Po dalších průtazích ztratil Adolf Hitler trpělivost a 13. března 1939 pozval Jozefa Tisa na jednání do Berlína. Tiso zde byl vystaven nátlaku ministra zahraničí Joachima von Ribbentropa, který mu společně s Hitlerem vyhrožoval, že pokud nedojde k okamžitému vyhlášení slovenské samostatnosti, ponechá Maďarsku volnou ruku k obsazení Slovenska. Tiso tomuto tlaku podlehl, avšak sám vyhlášení samostatnosti odmítl, přičemž argumentoval tím, že sám k tomu nemá mandát. Tiso proto z Berlína telefonoval prezidentu Háchovi, který na druhý den svolal zasedání slovenského sněmu. Slovenský sněm po Tisově doporučení pak 14. března 1939 vyhlásil samostatnost Slovenské republiky. Slovenský stát tak vznikl jako politický a vojenský spojenec nacistického Německa, které využilo vytvoření samostatného Slovenska k následnému obsazení zbytku českých zemí.
První Slovenskou republiku v průběhu její šestileté existence postupně oficiálně uznaly přibližně tři desítky států, především země Osy. Jako první uznalo samostatný slovenský stát již v noci ze 14. na 15. března Maďarsko, následované ještě téhož večera Polskem. Z velmocí je během roku 1939 následovalo Německo (16. 3.), Itálie (11. 4.), Velká Británie (4. 5.), Japonsko (1. 6.) a Francie (14. 6.). Slovensko bylo uznáno i Sovětským svazem, avšak až po uzavření sovětsko-německého paktu v srpnu 1939. Po přepadení Německem v roce 1941 Stalin uznání Slovenské republiky zrušil a uznal opět pokračující existenci Československa. Kromě velmocí uznaly Slovenskou republiku i další spojenci či satelity států Osy jako například Mandžukuo, Španělsko, Dánsko, Finsko, Rumunsko, Bulharsko, čínská vláda v Nankingu, Barma, francouzská vláda ve Vichy, Jugoslávie a po jejím vynuceném rozpadu pak Chorvatsko. Slovensko uznaly také další země jako Vatikán, Švýcarsko, Švédsko, Litva, Lotyšsko, Estonsko, Kostarika, Ekvádor, Thajsko a Libérie.
Přestože Maďarsko uznalo Slovenský stát hned po jeho vzniku, zahájilo již 23. března 1939 na Slovensko útok s cílem dobýt na něm další území, což vedlo mezi oběma státy k tzv. Malé válce trvající do konce března. Nacistické Německo přes Ochrannou smlouvu Slovensku nepomohlo a po maďarském ultimátu byla Slovenská republika donucena odstoupit Maďarsku další území nacházející se na východě země okolo obcí Sobrance a Stakčín.

## Politika
Slovenská republika byla státem s totalitním politickým systémem. Ústava přijatá Slovenským sněmem 21. července 1939 měla autoritativní charakter zakotvující stavovské zřízení. Ústava zaručovala dominantní postavení vládnoucí HSĽS, která představovala jedinou slovenskou politickou stranu v zemi. Vedle ľudáků fungovaly na Slovensku pouze strana maďarské menšiny a Deutsche Partei zastupující místní německou menšinu. Dle přijaté ústavy bylo Slovensko republikou, v jejímž čele stál prezident. Nejvyšším zákonodárným orgánem měl být Sněm Slovenské republiky, složený původně ze 63 poslanců. Druhou komoru slovenského parlamentu představovala Státní rada. Ani jeden z těchto orgánů však nedisponoval prakticky žádnými pravomocemi. Hlavní moc ve státě držela v rukou vláda. Volby do slovenského parlamentu plánované na rok 1943 se neuskutečnily.

Válečná vlajka Slovenského státu (1939–1945)

Hlinkova slovenská ľudová strana obsadila všechny klíčové instituce a organizace v zemi. V jejím čele stanul římskokatolický kněz Jozef Tiso, který byl 26. října 1939 zvolen prvním prezidentem Slovenské republiky a po roce 1942 přijal v analogii k Třetí říši titul „vůdce“. Velkou mocí však disponoval rovněž premiér a Tisův oponent Vojtech Tuka. Pro vnitřní politiku první slovenské republiky byl charakteristický právě souboj mezi Tisovým „umírněným“ konzervativně–klerikálním a Tukovým „radikálním“ nacistickým křídlem. Do tohoto konfliktu soupeřících frakcí ľudové strany vstoupil v červenci 1940 Adolf Hitler. Na audienci v Salcburku Hitler ultimativně nařídil Tisovi setrvání radikálně naladěného Tuky v úřadě ministerského předsedy. Tukova pozice byla navíc posílena ziskem postu ministra zahraničí namísto Ferdinanda Ďurčanského, který byl donucen odstoupit. Velitel Hlinkových gard Alexander Mach se navíc stal ministrem vnitra. Slovensko se stalo vazalským státem Německé říše a vznikl zde totalitní režim, který pomocí Hlinkovy gardy, ÚŠB (Ústredňa štátnej bezpečnosti) a gestapa likvidoval veškerou demokratickou i komunistickou opozici.

### Vztah k Německu
Slovenský stát, který vznikl díky Hitlerově agresi vůči Československu, byl již od svého vzniku pod značným vlivem nacistického Německa. Tento vliv ještě zesílil po vnuceném podpisu tzv. Ochranné smlouvy, která vstoupila v platnost 23. března 1939. Tato smlouva zavazovala slovenskou vládu podřídit svou zahraniční politiku a vojenské síly zájmům Německa. Německým vojenským jednotkám bylo navíc touto dohodou umožněno obsadit pás slovenského území podél hranic s Protektorátem Čechy a Morava. Německo se proti tomu ve smlouvě zavázalo „chránit politickou nezávislost slovenského státu a integritu jeho území“, což však německá strana nedodržela již během slovensko-maďarského konfliktu. Vedle Ochranné smlouvy podepsali slovenští zástupci i tzv. Dôverný protokol o hospodárskej a finančnej spolupráci, který upravoval slovensko-německé vztahy v hospodářské oblasti. Slovensku byla protokolem zajištěna vlastní měna, celní suverenita a došlo ke zřízení Slovenské národní banky. Na druhé straně však bylo nacistům díky dohodě umožněno kontrolovat slovenské hospodářství, které bylo využíváno pro potřeby Třetí říše. Slovensko tak od svého vzniku až do zániku v roce 1945 patřilo mezi satelitní státy nacistického Německa.
Třetí říše uznala existenci samostatného slovenského státu již 16. března. Přesto však na německé straně nepanovala o osudu Slovenska shoda až do léta 1939. Již krátce po vzniku samostatného Slovenska a ustanovení Protektorátu Čechy a Morava doporučovaly německé vojenské kruhy přímou okupaci slovenského území. Další variantou bylo rozdělení Slovenské republiky mezi Německo, Polsko a Maďarsko. Po rozhodnutí o napadení Polska však nakonec v nacistické politice zvítězila myšlenka, která počítala se Slovenskou republikou jako s vzorovým podřízeným státem, jenž měl sloužit jako příklad pro další země v jihovýchodní Evropě. V dlouhodobých plánech nacistů však Slováci oproti ostatním podřízeným slovanským národům nepředstavovali žádnou výjimku a rovněž prostor Slovenska měl být v budoucnu germanizován a slovenské obyvatelstvo zčásti asimilováno, vysídleno či vyhubeno. Tyto nacistické vize však byly v případě Slovenska odloženy až do období po vítězství ve světové válce.

## Administrativní rozdělení
První Slovenská republika byla administrativně rozdělena do šesti žup, skládajících se z 58 okresů a 2 659 administrativních obcí. Jednalo se o župy:
- Bratislavskou (3 667 km², 455 728 obyvatel)
* 6 okresů: Bratislava, Malacky, Modra, Senica, Skalica, Trnava
- Nitranskou (3 546 km², 335 343 obyvatel)
* 5 okresů: Hlohovec, Nitra, Prievidza, Topoľčany, Zlaté Moravce

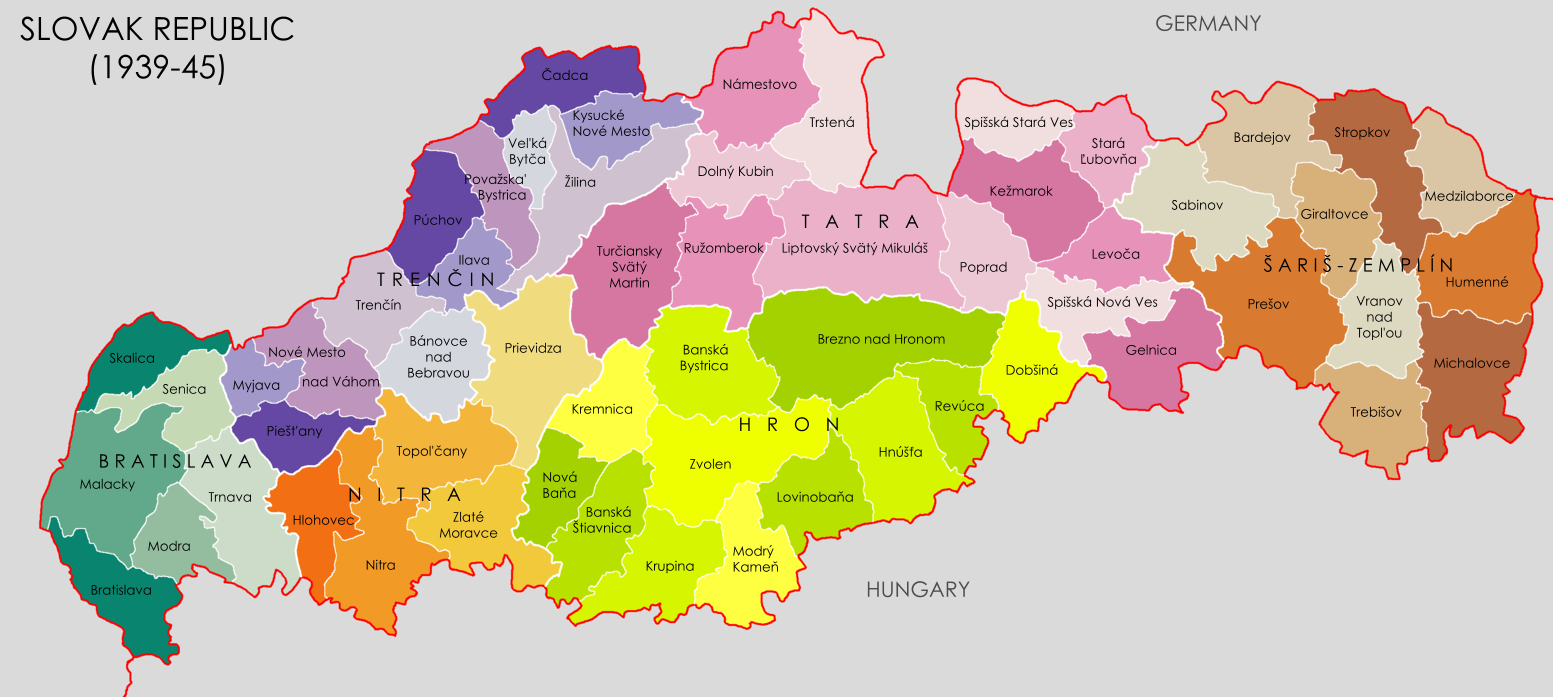
Mapa Slovenské republiky s vyznačeným správním členěním

- Trenčínskou (5 592 km², 516 698 obyvatel)
* 12 okresů: Bánovce nad Bebravou, Čadca, Ilava, Kysucké Nové Mesto, Myjava, Nové Mesto nad Váhom, Piešťany, Považská Bystrica, Púchov, Trenčín, Veľká Bytča, Žilina
- Pohronskou (8 587 km², 443 626 obyvatel)
* 12 okresů: Banská Bystrica, Banská Štiavnica, Brezno nad Hronom, Dobšiná, Hnúšťa, Kremnica, Krupina, Lovinobaňa, Modrý Kameň, Nová Baňa, Revúca, Zvolen
- Podtatranskou (9 222 km², 463 286 obyvatel)
* 13 okresů: Dolný Kubín, Gelnica, Kežmarok, Levoča, Liptovský Svätý Mikuláš, Námestovo, Poprad, Ružomberok, Spišská Nová Ves, Spišská Stará Ves, Stará Ľubovňa, Trstená, Turčiansky Svätý Martin
- Šarišsko-zemplínskou (7 390 km², 440 372 obyvatel)
* 10 okresů: Bardejov, Giraltovce, Humenné, Medzilaborce, Michalovce, Prešov, Sabinov, Stropkov, Trebišov, Vranov nad Topľou

Centry jednotlivých žup byla města Bratislava, Nitra, Trenčín, Banská Bystrica, Ružomberok a Prešov. Všechny významnější centrální politické i hospodářské instituce sídlily v hlavním městě státu, Bratislavě, kde žilo přibližně 100 000 obyvatel.

## Obyvatelstvo
Před vznikem Slovenské republiky, k 31. 12. 1938, žilo na území Slovenska 2 709 000 obyvatel, z toho 84,56 % Slováků. Na konci roku 1940 žilo na území Slovenského štátu 2 653 053 obyvatel, z nichž se 85 % hlásilo ke slovenské národnosti. Nejpočetnější národnostní menšinu tvořili o přibližně 130 000 obyvatelích Němci. V této době zde dále žilo přibližne 89 000 Židů, 80 000 Čechů, 79 000 Rusínů – Ukrajinců, 67 000 Maďarů a 30 000 cikánů (tzn. Romů).

### Postavení menšin

#### Němci
Největší národnostní menšinu žijící na území tehdejšího Slovenska tvořili Němci, kterých zde žilo necelých 130 000. Během války se politicky aktivizovaná německá menšina vehementně snažila prosadit do slovenské politiky. Ve slovenském sněmu ji zastupovali tři poslanci a ve státní radě měla jednoho zástupce. Vůdcem slovenských Němců byl Franz Karmasin, který stál v čele Deutsche Partei a zastával i funkci státního tajemníka pro záležitosti německé menšiny. Cílem Karmasina i jeho strany, která čítala téměř 60 000 členů, bylo získat pro slovenské Němce německé státní občanství a zařídit, aby nadále nepodléhali slovenským, nýbrž říšským orgánům. Karamasinovou snahou bylo vytvořit ze slovenských Němců na Slovensku tzv. Herrenvolk. Deutsche Partei organizovaná po vzoru NSDAP disponovala vlastními údernými oddíly Freiwillige Schutzstaffel i mládežnickou organizací Deutsche Jugend.

#### Češi

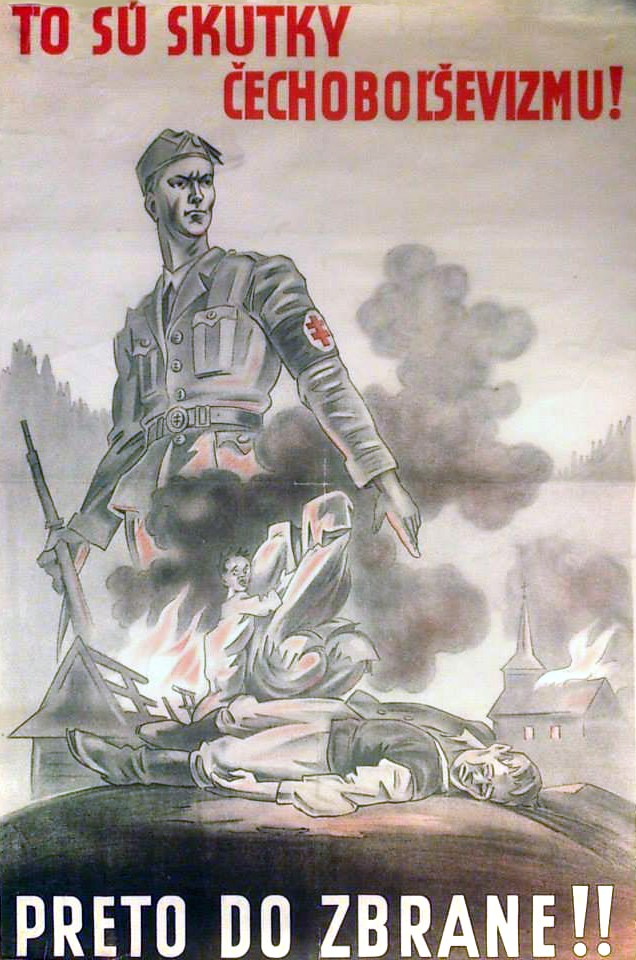
Protičeská propaganda během SNP

Na konci roku 1938 žilo na území Slovenské republiky necelých 80 000 osob hlásících se k české národnosti. Češi tak na Slovensku tvořili druhou největší národnostní menšinu. Po vzniku samostatného Slovenska zahájil režim národnostní čistku mezi státními zaměstnanci, která se dotkla hlavně ozbrojených složek a správního aparátu. Propouštění a často vyhánění Češi odcházeli do Protektorátu. Další pak kvůli této xenofobní vlně opouštěli Slovensko dobrovolně a do roku 1943 tak v zemi zůstalo jen něco přes 31 000 Čechů. Počet českých státních a veřejných zaměstnanců na Slovensku se z 20 541 v roce 1938 snížil do roku 1943 na pouhých 1 174. Přes plány radikálního křídla HSĽS, které počítalo s vyhoštěním většiny českého obyvatelstva, k hromadnému odsunu Čechů nedošlo. Ti, kteří na Slovensku zůstali, však nadále čelili restrikcím a režim je pokládal za nespolehlivý živel. I přes tuto politiku podpořenou ľudáckou propagandou počáteční protičeské nálady slovenskou společnost poměrně rychle přešly a vztah většiny Slováků k Čechům na Slovensku se v průběhu války naopak stával velmi přátelským. Kvůli nedůvěře režimu a postavení cizinců byli Češi žijících na Slovensku tlačeni do opozice a značná část z nich se zapojila do odboje.

#### Židé

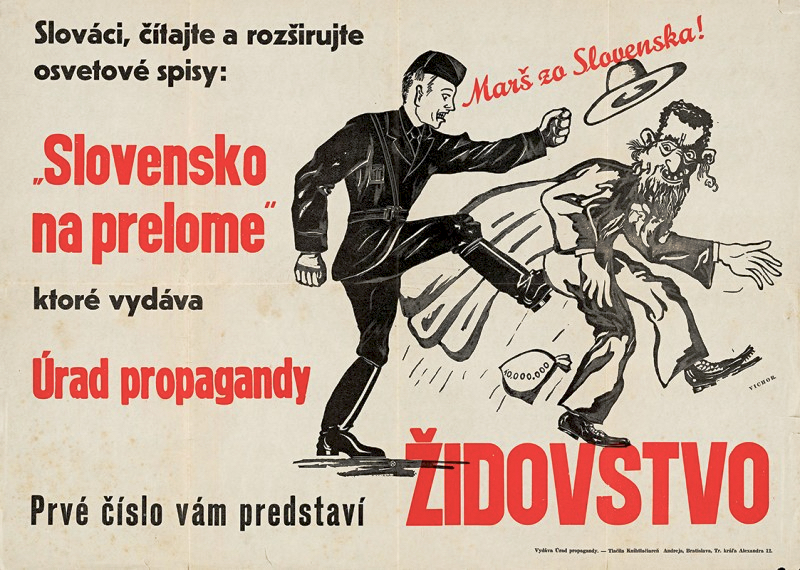
Antisemitská propaganda, 1941–1942

Antisemitismus byl součástí ideologie HSĽS, která začala protižidovská opatření na Slovensku vydávat již v období po zisku autonomie na začátku října 1938. Židé byli s pomocí vládních nařízení postupně vytlačováni mimo občanskou společnost a zákon. Tzv. Židovský kodex vypracovaný dle norimberských zákonů vydala slovenská vláda 9. září 1941. Perzekuce slovenských Židů vyvrcholila během války tragédií holokaustu. Průběh deportací slovenských Židů zajišťovalo samo ministerstvo vnitra, v jehož čele stál Alexander Mach. Od března do října 1942 bylo ze Slovenska do vyhlazovacích táborů nacistického Německa vyvezeno téměř 58 000 Židů, z nichž se konce války dožilo pouze několik stovek osob. Slovenská vláda navíc německé straně za každého vyvezeného Žida platila 500 říšských marek. K dalším transportům Židů ze Slovenska došlo až na podzim roku 1944, kdy zemi po porážce povstání obsadily nacistické jednotky. Tehdy bylo odtransportováno přibližně 13 000 lidí, přičemž okolo 1 000 Židů usmrtily nacistické síly a jednotky Hlinkových gard ještě na Slovensku. Válku na slovenském území se podařilo přečkat asi 10 000 židovských obyvatel.

## Hospodářství

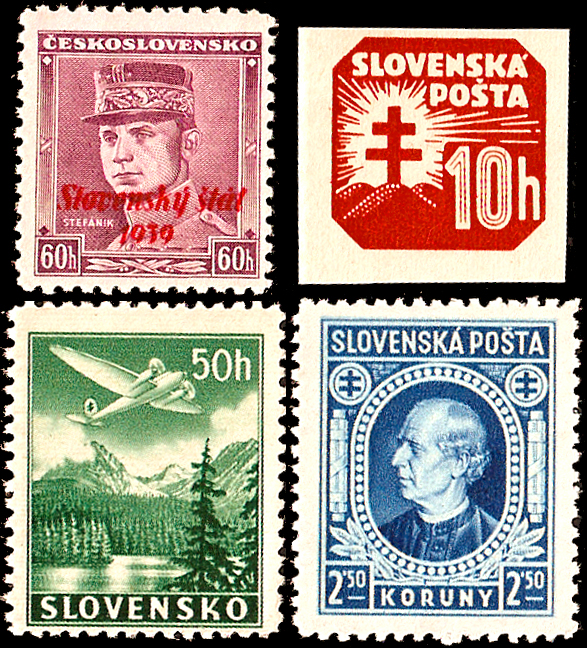
Poštovní známky Slovenské republiky, 1939–45

Podřízení slovenského hospodářství německé Třetí říši bylo dovršeno 30. ledna 1940, kdy byla podepsána dohoda o hospodářské spolupráci mezi Německem a Slovenským státem. Takzvaná smlouva o branném hospodářství v praxi znamenala, že Slovensko muselo podřídit svou ekonomiku potřebám Německa. Velkým podnikům a klíčovým hospodářským institucím byla de facto vnucena německá okupační správa. Přibližně 70 % slovenského exportu směřovalo do Německa, přičemž nacisté měli zájem především na dovozu zdejších surovin, uhlí, dřeva a nerostů. Německá strana však ve velkém poptávala i zemědělské produkty a výrobky potravinářského průmyslu. Směnný kurs slovenské koruny k německé říšské marce byl v poměru 12:1 a k protektorátní koruně 1:1. Díky relativnímu dostatku potravin nemuselo Slovensko zavést přídělový systém. Během války však výrazným způsobem vzrostlo zadlužení státu z 32 milionů korun v roce 1939 na 14,5 miliardy v roce 1945. Impulz k rozvoji obdržel především slovenský zbrojní průmysl, který během války živila stále rostoucí německá poptávka. Poté, co navíc většinu německých měst zasáhlo ničivé spojenecké bombardování, přesouvali nacisté na Slovensko část zbrojovek a dalších strategických továren. Zbrojovky byly situovány především v Pováží, například v Povážské Bystrici či Dubnici. Hospodářství slovenské republiky tak prodělalo silnou militarizaci své výroby, která zasáhla podniky strojírenského, chemického, dřevařského i textilního průmyslu. I když bylo hospodářství Slovenska ze strany Německé říše využíváno, v porovnání s okolními státy zůstávalo zprvu jedním z nejstabilnějších. Způsobovaly to především objednávky v důsledku válečné konjunktury. Během existence republiky vzniklo na Slovensku více než 200 průmyslových podniků, bylo vystavěno téměř 100 kilometrů železnic, 287 dopravních komunikací, došlo k výraznému rozšíření telegrafní a telefonní sítě a na Váhu byla zahájena výstavby vodních elektráren. Válečné oživení slovenské ekonomiky zcela eliminovalo předválečný problém s nezaměstnaností. Počet dělníků v průmyslu se v letech 1939 až 1945 zdvojnásobil a část pracovních sil odcházela pracovat do Německa. V Říši se celkově během trvalých i sezónních prací vystřídalo na 200 000 Slováků.
Antisemitská politika ľudáckého režimu se promítla také do protižidovských opatření v oblasti hospodářství. 25. dubna 1940 byl Slovenským sněmem přijat arizační Zákon o židovských podnicích a židovských zaměstnancích. V září 1940 pak začalo platit nařízení slovenské vlády o soupise židovského majetku, jež se týkalo nejenom podniků, živností, domovního majetku a pozemků, které byly již předmětem arizace, ale i peněžních hotovostí v bankách, cenných papírů a šperků. Arizace znamenala násilné vyvlastnění majetků židovského obyvatelstva. Část slovenské společnosti mocensky využila situaci pro vlastní obohacování. Byli to především členové HSĽS a příslušníci Hlinkovy gardy, ale také další kolaboranti a arizátoři.
Klíčovou osobností slovenského hospodářství se stal Imrich Karvaš, první guvernér Slovenské národní banky vzniklé 4. dubna 1939. Ve slovenské vládě roku 1942 měl funkci předsedy Nejvyššího úřadu pro zásobování. Realizací svých názorů na hospodářskou politiku se zasloužil o příznivý vývoj ekonomiky i v době druhé světové války. Zapojil se do protifašistického odboje a spolupracoval s poslancem Petrem Zaťkem, přes kterého navázal kontakty na členy ilegální Slovenské národní rady. Zajišťoval přípravu Slovenského národního povstání po finanční a hospodářské stránce. Nařídil předisponování třech miliard korun ze Slovenské národní banky do její filiálky v Banské Bystrici. Jeho aktivity neunikly pozornosti gestapa. Karvaš byl zatčen 3. září 1944, načež byl vězněn v koncentračních táborech Flossenburg, Dachau, Innsbruck a Niederdorf.

## Účast ve válce
Prvním konfliktem, ve kterém musela nově vzniklá Slovenská republika čelit maďarské agresi, byla tzv. Malá válka, po níž bylo Slovensko donuceno uznat další územní ztráty vůči svému jižnímu sousedovi. Ve snaze zavděčit se svému německému „ochránci“ a touze zajistit si v soupeření s Maďary Hitlerovu přízeň, se Slovenská republika stala prvním vojenským spojencem Třetí říše. V září 1939 se slovenské ozbrojené síly jako jediný spojenec nacistického Německa podílely na napadení Polska. Slovenské jednotky během tohoto tažení obsadily města Zakopane či Nowy Targ. V důsledku polské porážky získalo Slovensko zpět území na Spiši, které Polsko několik měsíců předtím obsadilo, a také ty části Oravy a Spiše, které ke Slovensku náležely do roku 1920. Kvůli silné polonizaci byli slovenští vojáci zejména v menšinových (slovenských, ukrajinských a rusínských) obcích vítáni jako osvoboditelé. Při sčítání obyvatel v roce 1940 se 99 % lidí z připojeného území přihlásilo ke slovenské národnosti. Během bojů s polskou armádou bylo 18 slovenských vojáků usmrceno, 46 jich bylo raněno a 11 bylo prohlášeno za nezvěstné.

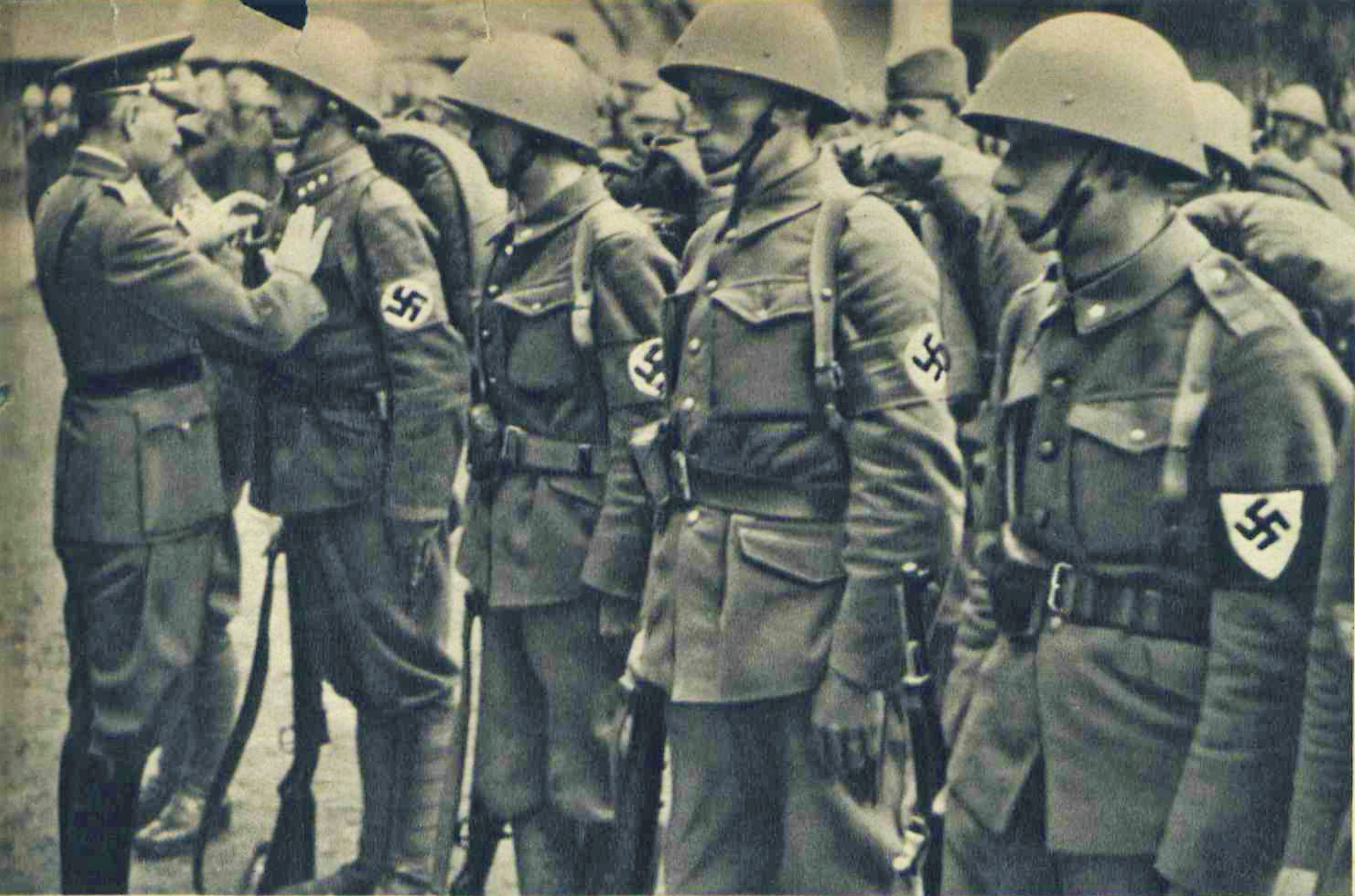
Generál Čatloš vyznamenává německé vojáky slovenské armády

Snaha části slovenských představitelů zastávat v probíhajícím světovém konfliktu neutrální pozici, byly negovány 24. listopadu 1940, kdy předseda vlády a současně ministr zahraničních věcí Vojtech Tuka podepsal v Berlíně protokol o přístoupení Slovenské republiky k Paktu tří. V důsledku této smlouvy se Slovensko v létě 1941 spolu s dalšími německými satelity zúčastnilo napadení Sovětského svazu. Dne 12. prosince 1941 pak Tuka vyhlásil, že na základě spojenectví s Paktem třech mocností vstupuje Slovenská republika do válečného stavu se Spojeným královstvím a Spojenými státy americkými. Těmito kroky se Slovensko jako válečný spojenec ještě těsněji připoutalo k nacistickému Německu. V případě porážky Třetí říše se již nedalo očekávat, že by spojenci tolerovali další existenci samostatného slovenského státu.

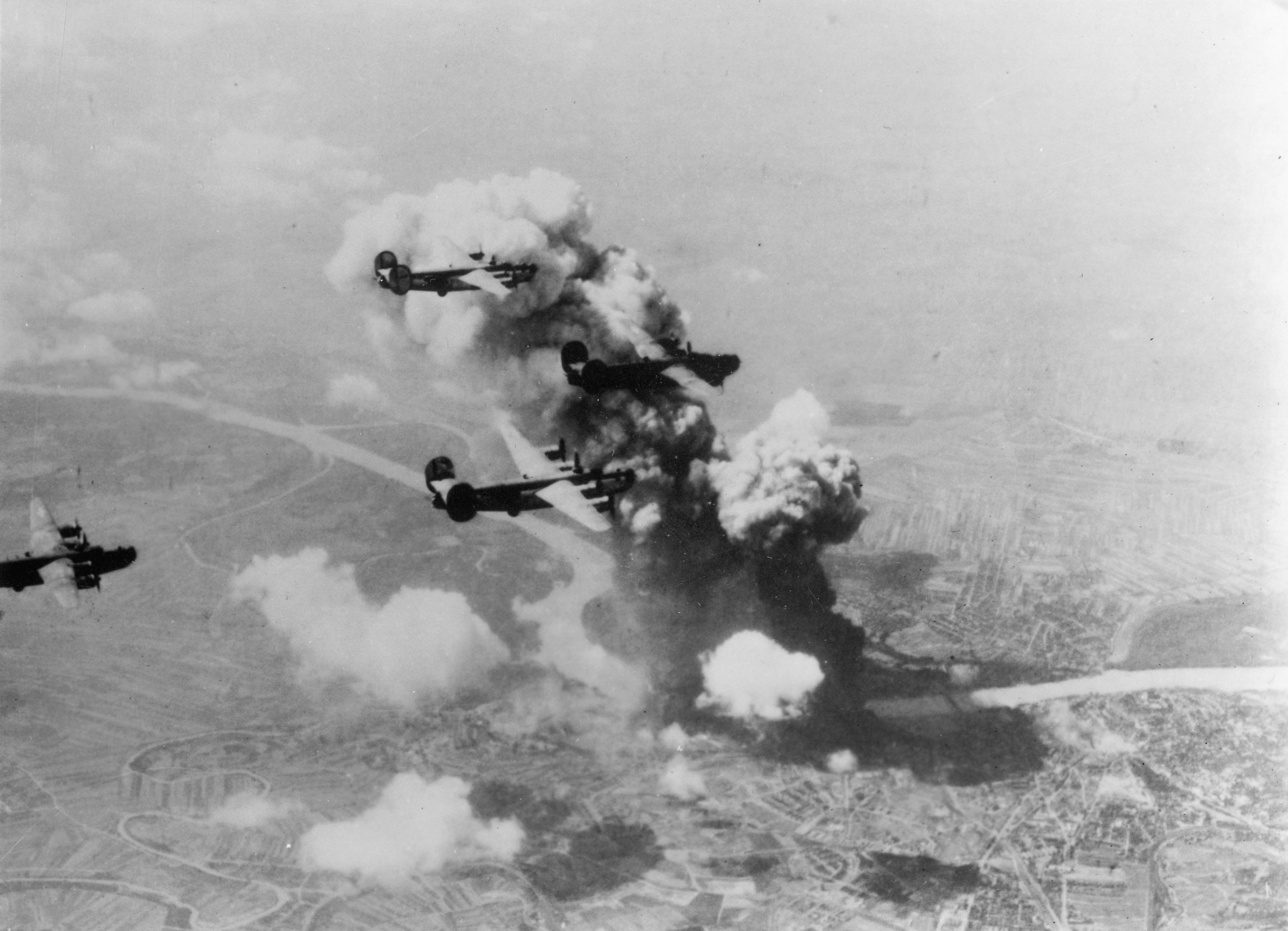
Nálet spojeneckých letadel na Bratislavu 16. června 1944

Slovenské útvary, kterým velel generál Ferdinand Čatloš, se do útoku proti Sovětskému svazu zapojily 24. června 1941. Po mobilizaci bylo na východní frontě nasazeno přes 50 000 slovenských vojáků, seskupených do dvou pěších divizí, dvou dělostřeleckých pluků, armádní jednotky a jednotky vzdušných zbraní. Většina slovenské armády zůstala při postupu na východ v dobytém týlu. Do přímých bojů byla nasazena pouze Rychlá brigáda o síle necelých 5 000 mužů, která vznikla po reorganizaci Rychlé skupiny. Podřízena byla německému velení. Vojáci Rychlé brigády utrpěly těžké ztráty v bitvě o Lypovec. Následovala další reorganizace slovenských vojsk, při níž byla v červenci 1941 pro frontové účely vytvořena Rychlá divize doplněná Zajišťovací divizí. Přibližně 35 000 slovenských vojáků bylo tehdy staženo na Slovensko a na frontě zůstaly jen Rychlá a Zajišťovací divize spolu s menšími oddíly. Počet Slováků na východní frontě se tak snížil na přibližně 15 000. Slovenské jednotky postupovaly spolu s Němci přes jižní Ukrajinu na východ směrem k Dněpru, načež se zúčastnily obklíčení části sovětských vojsk severně od Azovského moře. Po ustálení fronty v závěru roku 1941 kontrolovali slovenští vojáci oblast u Azovského moře mezi Mariupolem a Taganrogem a část fronty u řeky Mius. S novou německou ofenzívou v létě 1942 se do bojů znovu zapojily i slovenské svazky. Rychlá divize dosáhla 22. července Rostova a jako prvnímu ze svazků Osy se jí podařilo vytvořit předmostí na jižním břehu řeky Don. Divize dále postupovala směrem na Kavkaz, načež na podzim zaujala obranná postavení na jih od Krasnodaru. Po obklíčení německé armády ve Stalingradu zahájili Sověti Operaci Saturn, během níž šlo o odříznutí vojsk Osy rozmístěných na Kavkaze. Kvůli hrozícímu obklíčení byly slovenské síly evakuovány na Krym. Při tvrdých bojích a spěšnému ústupu na Krymský poloostrov utrpěly slovenské útvary značné ztráty. Ve velkém začalo mezi slovenskými vojáky docházet k dezercím. Do konce války již německé velení slovenské jednotky do přímých bojů nenasadilo a obě divize, které se vinou neustálých dezercí stále zmenšovaly, byly staženy do zázemí, k budování obranných postavení. Zajišťovací divize byla z východní fronty odeslána na stavbu obranných opevnění do severní Itálie již v létě roku 1943. Příslušníci Rychlé divize byli z Krymu staženi do Rumunska a následně do Maďarska. Většina z těchto vojáků byla Sověty zajata v prostoru Balatonu.
Samotné území Slovenska bylo bojovými operacemi poprvé vážněji zasaženo 16. června 1944, kdy americké letectvo podniklo nálet na Bratislavu. Cílem bombardérů byly zdejší rafinérie, avšak při náletu bylo usmrceno také 133 civilistů. Dalšími cíli spojeneckého bombardování se do konce války staly Nové Zámky, Nitra či rafinérie v obci Dubová. S postupem sovětských vojsk na západ pak na Slovensku zesílilo odbojové hnutí, jehož vyvrcholení představovalo Slovenské národní povstání.

## Odboj a Slovenské národní povstání
Hrdost ze vzniku samostatné Slovenské republiky spolu s hospodářskou konjunkturou z počátku zajišťovaly ľudáckého režimu loajalitu většiny domácího obyvatelstva. V opozici vůči režimu tak zprvu stály především pronásledované skupiny obyvatel, tedy komunisté, evangelíci, židé a zastánci obnovení Československa. Přestože část Slováků zamířila v průběhu války do emigrace a připojila se k československému zahraničnímu odboji, většina obyvatel akceptovala nový režim a zůstávala pasivní. Oblíbenost režimu začala klesat poté, co se Slovenský stát připojil po boku Německé říše k válečnému konfliktu. Protesty proti válce se na Slovensku objevily již po napadení Polska v roce 1939, avšak zlom v myšlení většiny obyvatelstva přišel teprve po útoku na Sovětský svaz v roce 1941. Nezanedbatelné ztráty na životech spolu s válečnými hrůzami a brutalitou německých vojáků vůči slovanskému obyvatelstvu, se kterou se slovenští vojáci setkávali na východní frontě, dále prohlubovaly odpor Slováků k probíhající válce. Popularitu režimu snižovalo i zapojení slovenské vlády do perzekuce a likvidace židů, Romů a dalších politických oponentů. Důležitý impulz pro zesílení odboje na Slovensku představovaly těžké porážky vojsk Osy v roce 1943. O změně v postoji slovenského obyvatelstva vypovídají množící se dezerce ve slovenské armádě. Nejznámější příklad představuje příběh kapitána Jána Nálepky, který v květnu 1943 přeběhl v Bělorusku k sovětským partyzánům. Z českých a slovenských zajatců a uprchlíků byl následně založen 1. československý partyzánský oddíl v Sovětském svazu.

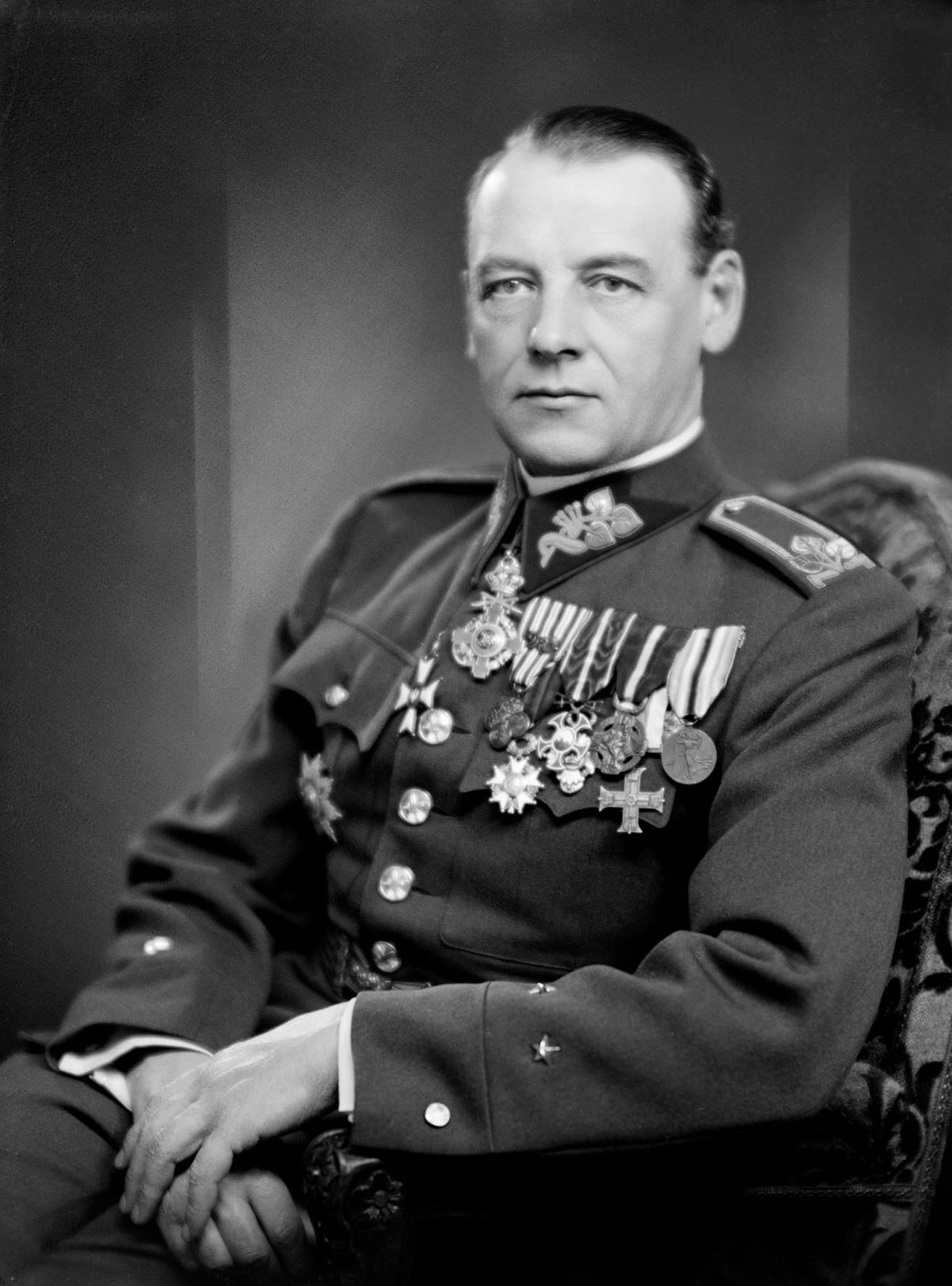
Velitel povstalecké armády na Slovensku v době Slovenského národního povstání, generál Rudolf Viest

Protifašistický odboj na Slovensku je možné dělit na demokratický a komunistický. Mezi značně roztříštěné demokratické odbojové skupiny neshodující se ve svých politických cílech patřily například Obrana národa (Josef Dřímal), Justícia (Karol Koch), Demec (Michal Zibrin a Vladimír Velecký), Flóra (Květoslava Viestová) či skupiny shromážděné okolo Jána Lichnera, Vavra Šrobára, Jána Ursínyho, Pavla Neckára, Jána Ševčíka či Jozefa Lettricha. Naopak jednotně a organizovaně postupovali v odboji slovenští komunisté. Mezi čelné slovenské komunistické odbojáře patřili Július Ďuriš, Karol Šmidke, Gustáv Husák, Ján Osoha, Laco Novomeský nebo Ľudovít Benada. V závěru roku 1943 se slovenští komunističtí a demokratičtí odbojáři spojili podpisem tzv. Vánoční dohody, načež byl vytvořen zastřešující orgán slovenského odboje, Slovenská národní rada. Ve Slovenské národní radě zasedli tři zástupci komunistického odboje, Šmidke, Husák a Novomeský spolu s demokraty Lettrichem, Ursínym a Matejem Joskem, které později doplnili Ivan Horváth a Peter Zaťko.
Slovenské odbojové hnutí se z počátku soustředilo především na pomoc útěkům do exilu a na zpravodajskou činnost. Poté, co sověti začali zatlačovat vojska Osy zpět na západ, došlo k aktivizování partyzánských skupin a slovenští odbojáři začali stále častěji provádět sabotáže a připravovali ozbrojené povstání. Partyzánskému boji na Slovensku nahrával i zdejší horský terén. K připravovanému povstání se připojila i část slovenské armády. Ilegální vojenské ústředí, které se utvořilo okolo podplukovníka Jána Goliana na velitelství záložní armády v Banské Bystrici, se záhy kontaktovalo se Slovenskou národní radou a začalo s přípravou povstání na středním Slovensku. Poměrně významnou roli při politické organizaci SNP měli slovenští komunisté, mezi nimi i místopředseda Komunistické strany Slovenska Gustáv Husák. Husák se stal místopředsedou povstalecké Slovenské národní rady a významným členem Sboru pověřenců. V 1. Sboru pověřenců a 2. Sboru pověřenců zastával během povstání společně s Ivanem Štefánikem post pověřence vnitra.
S blížící se východní frontou a neodvratnou porážkou nacistů se ľudácký režim dostával do bezvýchodné situace. V létě roku 1944 byla již většina slovenské společnosti naladěna proti režimu a počítala se znovuzapojením Slovenska do obnoveného Československa. Dle plánů Vojenského ústředí, které podpořila i Benešova Londýnská vláda, mělo k vypuknutí povstání dojít v souladu s postupem sovětské armády ke slovenským hranicím. Dvě slovenské divize rozmístěné na východě země měly za úkol obsadit karpatské průsmyky, které bylo třeba ubránit do příchodu Rudé armády. V případě, že by německé síly začaly s okupací území Slovenské republiky, bylo rozhodnuto, že povstání vypukne co možná nejdříve. Zesílené aktivity partyzánů, které v létě 1944 již přerůstaly v lokální povstání, vedly německé velení k preventivnímu zásahu. Prezident Tiso s vojenským zásahem proti partyzánům souhlasil a německé oddíly tak 29. srpna začaly s obsazováním Slovenska.

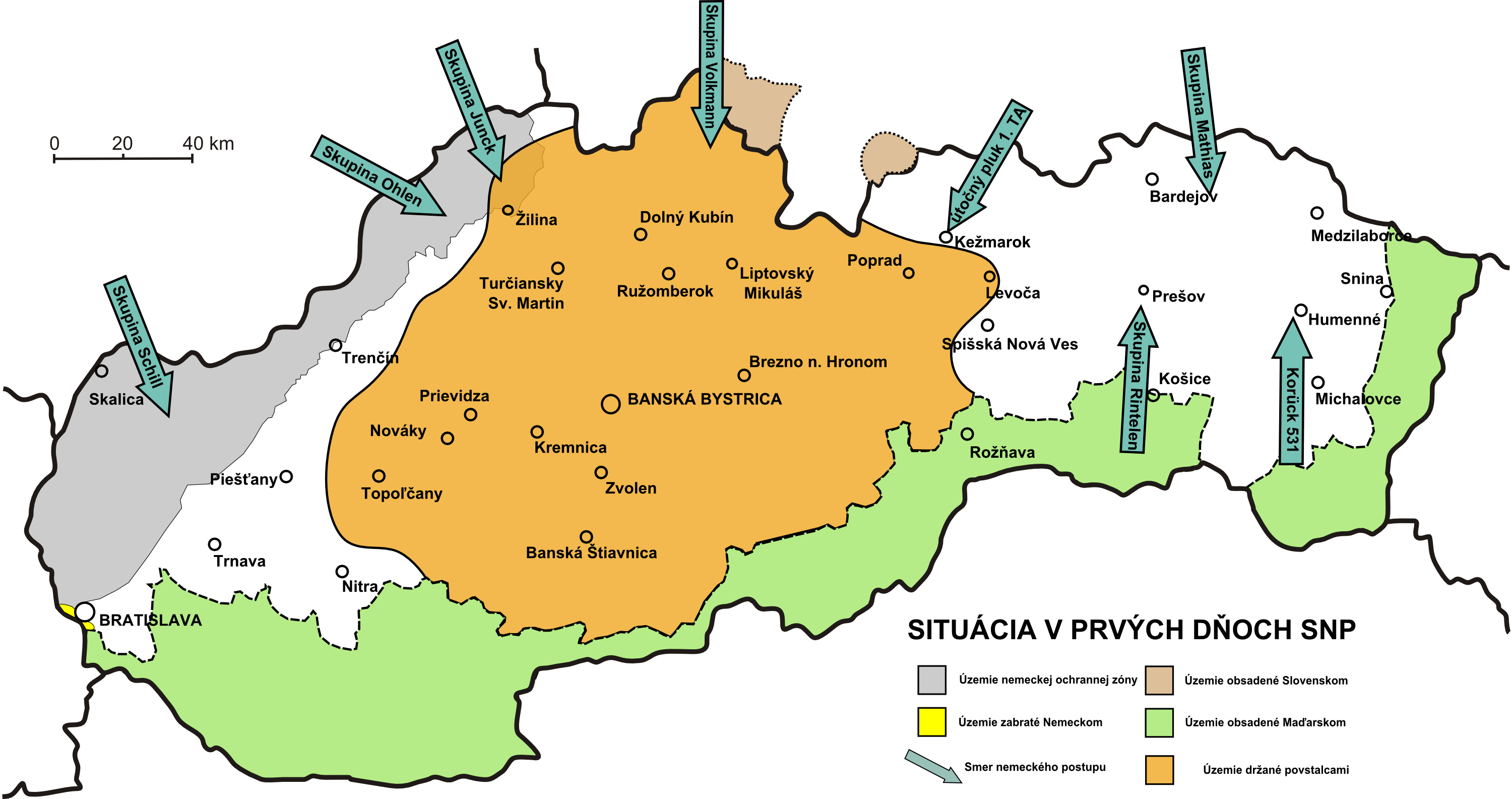
Mapa zachycující situaci při vypuknutí Slovenského národního povstání

Kvůli okolnostem bylo toto povstání, po roce 1945 známé jako Slovenské národní povstání (SNP), donuceno vypuknout předčasně. Telefonický rozkaz k zahájení ozbrojeného odporu vydal Ján Golian večer 29. srpna. Již v noci z 29. na 30. srpna se povstalci zmocnili města Banská Bystrica a povstání se převážně na středním Slovensku rychle rozšířilo na území více než 30 okresů. Povstalci nakonec obsadili území o rozloze 22 000 km² (53 % území tehdejšího Slovenské republiky), na němž tehdy žilo přibližně 1 700 000 obyvatel (64 % obyvatel z celkového obyvatelstva Slovenské republiky). Největším problémem povstalců se stalo nečekané odzbrojení dvou divizí slovenské armády německou armádní skupinou Heinrici na východě Slovenska (1. až 2. září 1944), čímž bylo znemožněno rychlé spojení povstaleckého území s jednotkami Rudé armády. Na západním Slovensku se pak do povstání zapojily pouze vojenské posádky z Trnavy a Piešťan. Páteř povstaleckých sil představovala nově vytvořená 1. československá armáda na Slovensku. Po zářijové mobilizaci disponovalo vedení povstalců přibližně 47 000 muži, které podporovalo asi 12 000 partyzánů. Prezident Beneš jmenoval vrchním velitelem povstalců generála Rudolfa Viesta, který byl na Slovensko dopraven 7. října.
Německý protiútok však povstalce záhy donutil přejít do defenzívy. Po tvrdých bojích, které trvaly do 28. října, obnovily německé jednotky kontrolu nad většinou slovenského území. Sovětské a československé jednotky, které se na Slovensko pokoušely probojovat skrz velmi dobře bráněný Dukelský průsmyk, se na pomoc povstání nedostaly včas. Slovenští velitelé Viest a Golian byli 3. listopadu zajati, načež byli oba převezeni do Německa a popraveni. Většina přeživších povstaleckých vojáků a partyzánů se po porážce povstání stáhla na zimu do hor. Slovenské národní povstání tak bylo po dvou měsících bojů potlačeno. Přestože se Slovenský stát s pomocí nacistů i přes povstání udržel, jeho území se až do konce války s postupem sovětských vojsk neustále zmenšovalo a ľudácký režim byl už zcela závislý na nacistickém Německu.

## Zánik
O poválečné existenci samostatného slovenského státu či o navrácení Slovenska do obnoveného Československa rozhodovaly především mezinárodní faktory a stanoviska velmocí. První Slovenská republika zanikla v důsledku porážky nacistického Německa ve druhé světové válce. Po Hitlerově útoku na SSSR, k němuž se Slovenská republika připojila, získal Edvard Beneš podporu celé protifašistické koalice, která se zavázala obnovit Československo, k němuž se mělo Slovensko navrátit.
Území Slovenska bylo postupně osvobozováno Rudou armádou, armádou Rumunska, které přešlo na stranu spojenců, a 1. československým armádním sborem. Všude na osvobozeném území Slovenska vznikaly po přechodu fronty Národní výbory a představitelé Slovenského státu a klerofašistického režimu byli zatýkáni. Košice osvobodily sovětské útvary 20. ledna 1945. Sovětská armáda postupovala v obtížném horském terénu dále na západ a do konce března byla osvobozena města Zvolen, Banská Bystrica, Komárno a Nové Zámky. Hlavní město Bratislava bylo Rudou armádou osvobozeno 4. dubna 1945. Do počátku května pak byly útvary wehrmachtu s několika stovkami slovenských vojáků, stále loajálních Tisově vládě, vytlačeny z většiny slovenského území. 1. května byl osvobozen Púchov a Čadca a poslední osvobozenou slovenskou obcí se 3. května stal Makov. Po osvobození převzala moc na území Slovenska Slovenská národní rada. V bojích při osvobozování slovenského území padlo přes 60 000 sovětských, 10 500 rumunských, 42 000 německých, 2 790 československých a 1 725 maďarských vojáků.
Čelní představitelé Slovenské republiky včetně prezidenta Jozefa Tisa opustili Bratislavu ještě před jejím obsazením rudoarmějci, koncem března 1945. Následně se pokusili o únik přes německé území do exilu. Skryli se v rakouském benediktinském klášteře v Kremsmünsteru, kde však většina členů slovenské vlády padla 8. května 1945 do amerického zajetí. Jozef Tiso byl o měsíc později zadržen Američany v bavorském Altöttingu, načež jej americké úřady vydaly do Československa. Po svém zajetí americkou armádou se slovenská již exilová vláda bezvýhradně podrobila veliteli XX. sboru 3. americké armády, generálu Waltonu Walkerovi. Tento dokument je některými historiky považován za formální zánik první Slovenské republiky, avšak jednalo se spíše o formální akt, neboť USA Slovenskou republiku nikdy neuznaly. Režim navíc přestal kontrolovat poslední zbytky slovenského území již v prvních květnových dnech a Slovenská republika tak de facto zanikla, již když ľudácké elity opustily Bratislavu.

## Hodnocení

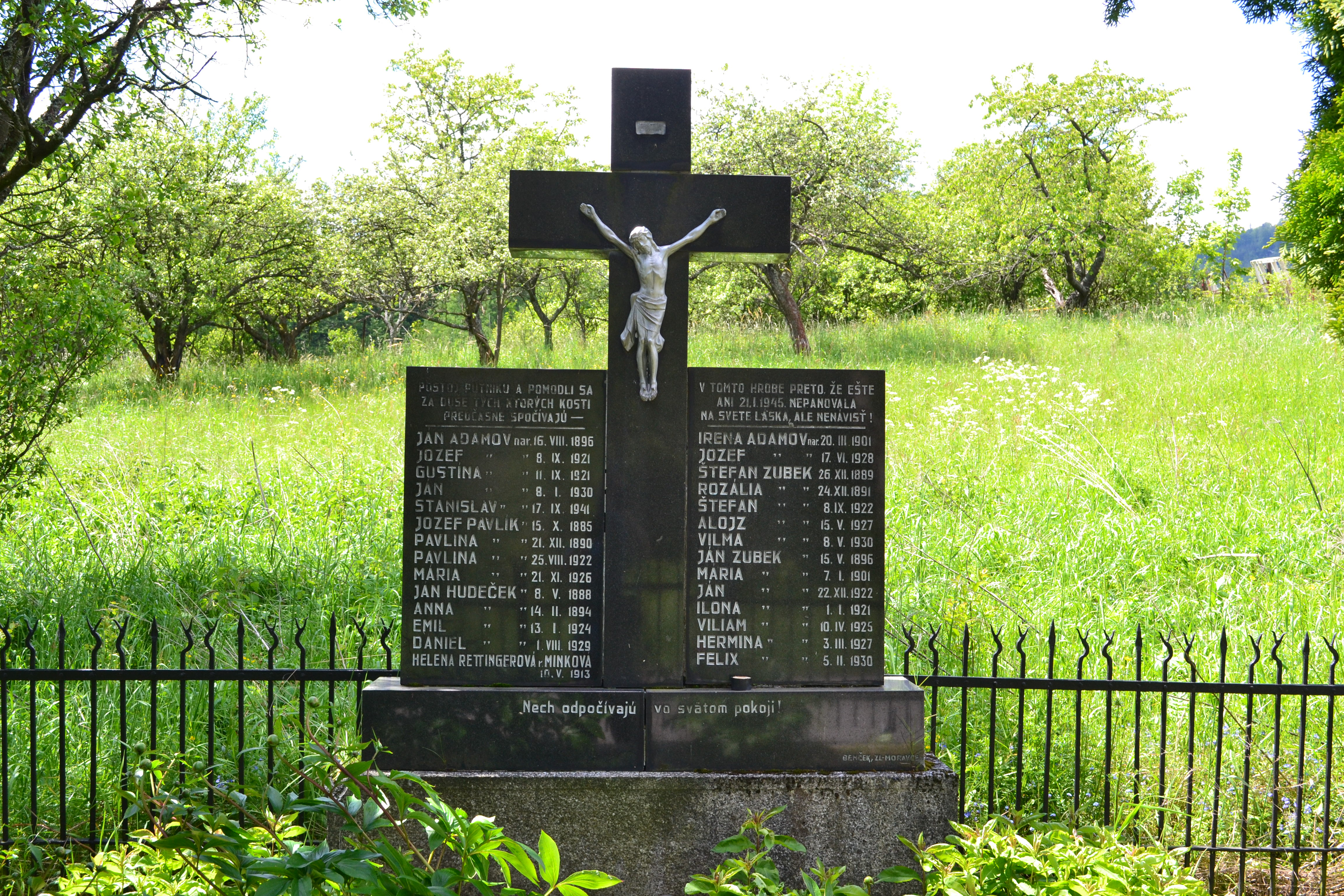
Oběti masakru v Kľakovské dolině, při kterém Němci a jejich kolaboranti zavraždili 148 slovenských civilistů

Hodnocení Slovenské republiky se značně liší. Lze nalézt hodnocení vysloveně pozitivní i zcela negativní a také úsudky, které se pohybují mezi těmito póly. To platí zvláště o hodnocení ze strany veřejnosti, historiků a různých společenských skupin na samotném Slovensku. Mezi slovenskými historiky hodnotí Slovenskou republiku kladně například Milan Stanislav Ďurica či František Vnuk. Naopak mezi zastánce silně negativního hodnocení patří Ivan Kamenec, Dušan Kováč či Pavol Mešťan. Mezi představitele „středního“ proudu, který vidí na tomto státě pozitiva i negativa, náleží například Róbert Letz, Ivan Petranský či Martin Lacko.

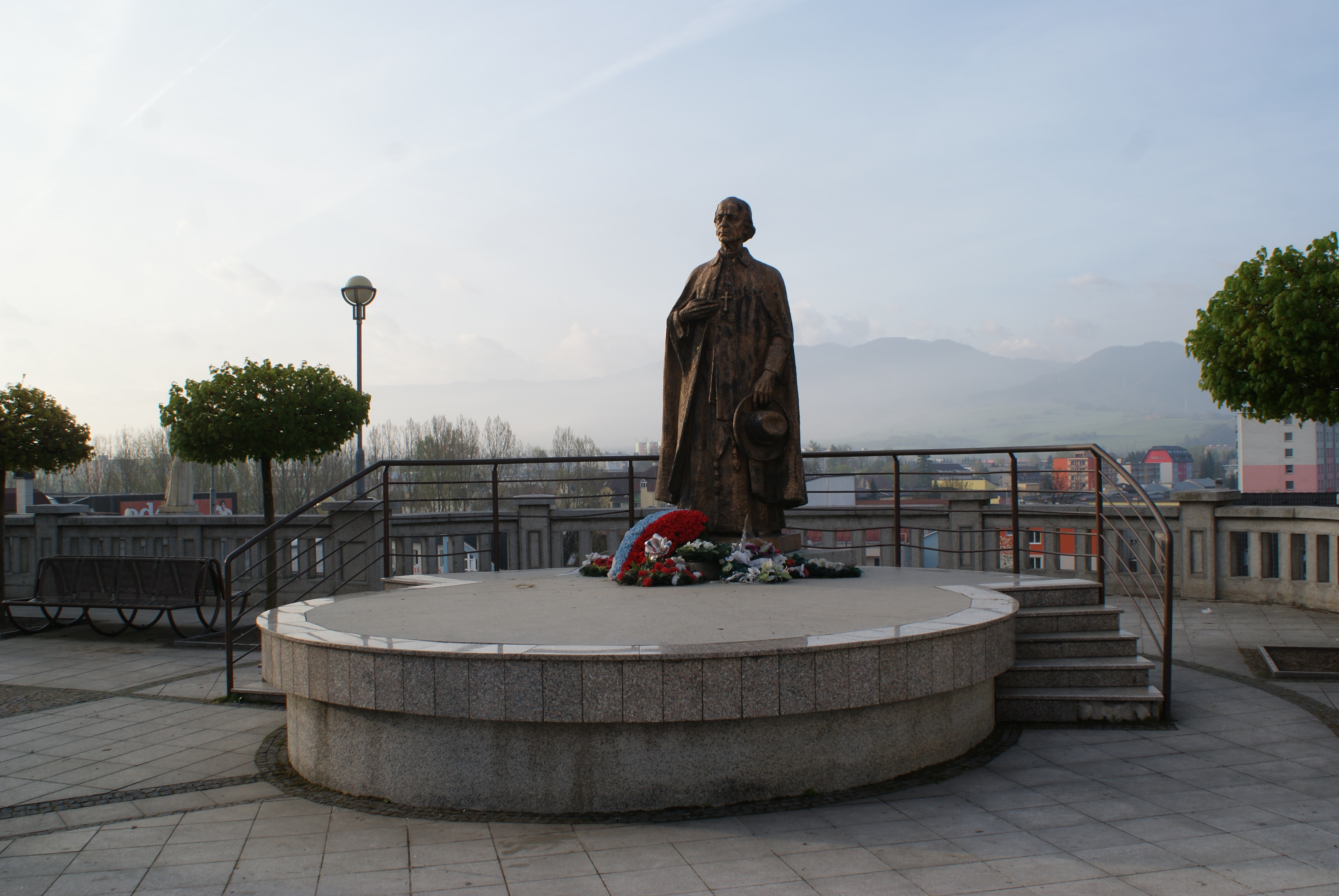
Pomník zakladatele Hlinkovy strany Andreje Hlinky v Ružomberku

Slovenská republika byla státem, který byl silně ovlivněn katolictvím. Hned po jejím vzniku byly zpřísněny sankce za potraty a byl vydán zákaz všech antikoncepčních prostředků. Společné vyučování mládeže obou pohlaví na středních školách bylo zrušeno a došlo k obnovení separovaných chlapeckých a dívčích tříd. Ve školách byly umístěny křesťanské kříže a vyučování náboženství se stalo povinným. Stát se označoval za křesťanský, ale ve skutečnosti byl katolický a ostatní církve byly jen trpěny. Ateisté navenek neexistovali, každý občan musel být příslušníkem některé státem uznané církve. Oficiálně měla Slovenská republika jednokomorový parlament o 80 poslancích. Za celou dobu existence této Slovenské republiky se však nikdy nekonaly volby. Slovenský stát či jeho vládnoucí režim bývají označovány řadou různých adjektiv, např. jako klerofašistický. O klerofašismu či fašismu hovořila v souvislosti se Slovenským státem hojně komunistická historiografie, ale i dnes je tento termín často užíván. Mezi uživatele tohoto pojmu patří například Rudolf Zahradník. Český historik Radomír Malý odmítá označení Slovenského státu za klerofašistický vzhledem k aktivitám slovenských katolických biskupů a Vatikánu, které směřovaly proti tehdejší vládě a její politice.
2. prosince 1941 při jednání s německým vyslancem Hannsem Ludinem souhlasil předseda vlády Vojtech Tuka s „násilným vysídlením“ slovenských občanů židovského původu a dokonce i s úhradou 500 říšských marek Německu za každého z nich. S přihlédnutím k ustanovením zákona č. 210/40 a následujícího vládního nařízení č. 198/41 (tzv. Židovský kodex) o konfiskaci židovského majetku lze říci, že Slovenský stát financoval deportace i ze zabavených prostředků deportovaných lidí. I kvůli zločinům, na kterých se ľudácký režim podílel, patří šestiletá existence Slovenské republiky mezi nejkontroverznější období slovenských dějin.